# Modrzewiec
Modrzewiec (deutsch Heyde) ist eine  Ortschaft mit ca. 180 Einwohnern in der polnischen Woiwodschaft Westpommern. Sie gehört zur Landgemeinde (gmina wiejska) Rąbino (Groß Rambin) im Powiat Świdwiński.